# Patkós Irma
Patkós Irma (Cegléd, 1900. március 8. – Cegléd, 1996. október 24.) magyar színésznő, primadonna, érdemes művész. Férje Sziklai Jenő, az Operettszínház egykori igazgatója.

## Életpályája
1920-ban végezte el az Országos Színészegyesület színiiskoláját, majd Nyíregyházára szerződött, 1921-ben pedig Békéscsabára. 1922-ben Szegedre szerződött, 1923 nyarán Makón, később Szentesen játszott. Az 1923–24-es szezonban ismét Békéscsabán, 1924-ben Nyíregyházán, 1925–26-ban Pécsett, 1926 és 1931 között Szegeden, 1931–32-ben Debrecenben, 1932 és 1939 között ismét Szegeden játszott. 1931-től 1941-ig tíz éven át volt tagja a Fővárosi Operettszínháznak. A második világháború után már csak kisebb szerepeket kapott az Operettszínházban és a Nemzeti Színházban. 1950-től 1953-ig a Magyar Néphadsereg Színházának, 1954-től 1960-ig a Madách Színháznak volt a tagja. Első filmszerepe az 1948-ban készült Mágnás Miska című filmben, az utolsó pedig az 1994-ben készült Öregberény című tévéfilmsorozatban volt.
Pályájának érdekes, egyedi momentuma, hogy országos ismertséget 70 éves korában szerzett, amikor Sándor Pál rábízta a Sárika drágám című film (1971) főszerepét. Innentől fogva – több mint két évtizeden keresztül – a filmesek egészen haláláig rendszeresen foglalkoztatták.
Férje Sziklai Jenő (Schwarz Jenő) színész, rendező, színházigazgató, az Operettszínház egykori igazgatója volt.

## Színpadi szerepek
- Kacsóh Pongrác: János vitéz....Francia királylány
- Kodály Zoltán: Háry János....Örzse
- Huszka Jenő: Gül Baba....Leila
- Bánfalvi (Beck) Miklós: Pozsonyi lakodalom....Mária Terézia
- Lehár Ferenc: Cigányszerelem....Zórika
- Ábrahám Pál – Harmath Imre: Viktória....Kis kínai lány
- Buttykay Ákos: Ezüst sirály....Xénia nagyhercegnő
- Ifj. Alexandre Dumas: A kaméliás hölgy....Guthier Margit házvezetőnője
- Émile Zola – Bródy Sándor: A medikus....Házvezetőnő
- Emőd Tamás – Szirmai Albert: Mézeskalács....Örzse
- Fényes Szabolcs: Maya....Maya
- Nyikolaj Vasziljevics Gogol: A revizor....Korpkinné
- Henrik Ibsen: Nóra....Nóra dajkája
- Kacsóh Pongrác: Dorottya....Sárika
- Kálmán Imre: Tatárjárás....Riza bárónő
- Kálmán Imre: A montmartre-i ibolya
- Szirmai Albert – Bakonyi Károly: Mágnás Miska....Rolla
- Victor Hugo: A királyasszony lovagja
- Lehár Ferenc – Victor Léon: Hercegkisasszony....Mary Anna
- Farkas Imre: Iglói diákok
- Farkas Imre: Nótás kapitány
- Jarnó György – Buchbinder Bernát: Az erdészlány
- Huszka Jenő: Bob herceg....Annie
- Franz Schubert–Berté Henrik: Három a kislány....Médi
- Henrik Ibsen: Peer Gynt....Solvejg
- Zerkovitz Béla: A legkisebbik Horváth lány
- Ifj. Johann Strauss: A denevér
- Kálmán Imre: Az ördöglovas
- Szirmai Albert: Alexandra....Alexandra
- Kálmán Imre: A bajadér
- Kálmán Imre: A cirkuszhercegnő
- Kálmán Imre: Csárdáskirálynő
- Kálmán Imre: Marica grófnő
- Buday Dénes – Kellér Dezső – Harmath Imre: A Csodahajó
- Buday Dénes – Kellér Dezső – Harmath Imre: Sonja
- Lehár Ferenc: A mosoly országa
- Lehár Ferenc: Három grácia
- Lehár Ferenc: Szép a világ
- Lehár Ferenc: Víg özvegy
- Leo Fall – Julius Brammer – Alfred Grünwald: Sztambul rózsája
- Nádor Mihály – Kulinyi Ernő: Babavásár
- Oskar Nedbal – Leo Stein: Polenblut (Lengyelvér)
- Oscar Wilde: Lady Windermere legyezője
- Pásztor Árpád – Góth Sándor: Vengerkák
- Rákosi Jenő: Magdolna
- Rejtő Jenő: A dézsatündér
- Robert Planquette: A corneville-i harangok
- Stephanides Károly: Mátyás király szerelme

## Filmszerepei

### Játékfilmek
- Mágnás Miska (1948)
- Dani (1957)
- Gyerekbetegségek (1965)
- Ünnepnapok (1967)
- Bűbájosok (1970)
- Hangyaboly (1971)
- Kitörés (1971)
- Végre, hétfő! (1971)
- Sárika, drágám (1971)
- A legszebb férfikor (1972)
- Holt vidék (1972)
- Ámokfutás (1974)
- Ki van a tojásban? (1974)
- Pókháló (1974)
- Két pont között a legrövidebb görbe (1975)
- Ballagó idő (1976)
- Herkulesfürdői emlék (1976)
- Apám néhány boldog éve (1977)
- Áramütés (1978)
- Nem élhetek muzsikaszó nélkül (1978)
- Az erőd (1979)
- Szabadíts meg a gonosztól (1979)
- Cserepek (1980)
- Kojak Budapesten (1980)
- Ripacsok (1981)
- Szerencsés Dániel (1983)
- Te rongyos élet (1984)
- Boszorkányszombat (1984)
- Titánia, Titánia, avagy a dublőrök éjszakája (1988)
- Édes Emma, drága Böbe – vázlatok, aktok (1992)

### Tévéfilmek
- A Primadonna (1972)
- Az 1001. kilométer (1973)
- Nincs többé férfi (1974)
- Barátom Bonca (1975)
- Használt koporsó (1979)
- A nagy ékszerész (1980)
- Tessék engem elrabolni (1980)
- Fehér rozsda (1982)
- A közös kutya (1983)
- Különös házasság 1–4. (1984)
- A falu jegyzője 1–4. (1986)
- Kérők (1986)
- Nyolc évszak 1–8. (1987)
- Almási, avagy a másik gyilkos (1987)
- Luca néni feltámadása (1988)
- Istenek és hősök (1988)
- Haláli történetek (1991)
- Devictus Vincit (1993)
- Öregberény (1994)

## Szinkronszerepek
- Folytassa a szerelmet! (Sophie Plummett: Hattie Jacques; második szinkron)[3]

## Díjai, elismerései
- Szófia tévéfilmfesztivál legjobb női alakítása (1974)
- A Szocialista Kultúráért (1974)
- Cegléd Városért emlékérem (1983, 1990)
- Érdemes művész (1984)
- A Pest Megyei Tanács Alkotódíja (1985)
- Cegléd díszpolgára (1989)
- A Magyar Köztársaság aranykoszorúval díszített Csillagrendje (1990)
- A Magyar Köztársasági Érdemrend középkeresztje (1995)